# الحرب البونيقية الثالثة
الحرب البونيقية الثالثة (باللاتينية: تيرتيوم بيلوم بونيكوم) (149-146 قبل الميلاد) كانت الثالثة والأخيرة من الحروب البونيقية التي خاضتها الجمهورية الرومانية ضد قرطاج.

## خلفيّة
كانت روما تبحث عن الذرائع لتشن الحرب على قرطاجة من جديد لكن الجماعة الحاكمة في قرطاجة بعد الحرب البونيقية الثانية (218-202 ق.م) كن همها الحفاظ على الوئام والسلام مع روما والاهتمام بإنعاش التجارة في قرطاجة وزراعتها. ولم يمض كثير من الوقت حتى غدت قرطاجة ثاني أكبر مركز تجاري في غرب البحر المتوسط. كما أصبحت أرضها تغل حاصلات وفيرة. مما جعلها تعرض على روما أن تدفع الأقساط الباقية جميعها دفعة واحدة، وأن تتبرع لروما وفي العام نفسه وفي عدة مناسبات تالية بكميات كبيرة من القمح دون مقابل.
نظرت روما إلى نجاح ونهوض قرطاجة من عثرتها بعدم الرضى والقلق الشديد الذي مرجعه الغيرة والحسد من ناحية والخوف من أن تعيد قرطاجة بناء قوتها مما حذا بالسناتو الروماني إلى انتظار الفرصة المناسبة لتدمير قرطاجة.
كان ماسينيسا ملك نوميديا يطمع في أن يسيطر على أراضي قرطاجية كثيرة لذلك كان دائما يزرع الخوف عند الرومان ضد قرطاجة. فكان يعتدي مرات كثيرة على ألأراضي القرطاجية فتشتكي قرطاجة الأمر للرومان ولكنهم يقفون مع حليفهم الملك ماسنيسا.
و حدث أن طلب ماسينيسا من قرطاجة السماح له بدخول طرابلس بحجة ملاحقة ثائر فر إلى برقة وعندما رفضت هذا الطلب هاجم إقليم طرابلس وأحتل سهل الجفارة لكنه عجز عن الاستيلاء على مدن طرابلس الثلاث.
أرسلت روما سفارة إلى قرطاجة بشأن الموضوع بقيادة كاتو الكبير فعاد إلى روما محرضا على شن الحرب على الفرطاجيين بحجة تكديسهم للأخشاب في الميناء لبناء أسطولهم وأن الجيش الذي حاربوا به ماسينيسا هو نواة جيش الانتقام من روما.
أرسلت روما بعثة أخرى إلى قرطاجة وفي هذه المرة طلبت البعثة الرومانية من قرطاجة تسليم مدن طرابلس الثلاث لماسينيسا مما أثار القرطاجيين وأشعل نار الغضب فيهم لدرجة أن البعثة فرت من قرطاجة خوفا على حياتها.
و أستمر كاتو في تحريضه ضد قرطاجة حيث كان يقول في مجلس السناتو (يجب أن تدمر قرطاجة، يجب أن تدمر قرطاجة). وأنحاز الرومان لماسينيسا الذي تشجع بالخوض في شؤون قرطاجة الداخلية فما بين عامي 151-150 ق.م ظهرت الخلافات السياسية داخل قرطاجة فطرد الحزب الموالي لماسينيسا من المدينة فطلب هذا الأخير بأعادة مواليه إليها الأمر الذي رفضته قرطاجة فقامت الحرب بينهما وأنتهت بانتصار ماسينيسا.
قامت قرطاجة بعد ذلك بإعدام القادة العسكريين وأرسلت شكوى إلى روما من تصرفات ماسينيسا لكن الرومان أستغلوا الفرصة.

## إعلان الحرب
في عام 149 ق.م أستسلمت أوتيكا للرومان فأعلنوا الحرب على قرطاجة. في ذلك الوقت توجهت بعثة قرطاجية إلى روما تطلب الاستسلام دون شرط أو قيد فقال لها السناتو بأنه سيسمح ببقاء حرية القرطاجيين وقوانينهم وإقليمهم وممتلكاتهم العامة والخاصة شرط أن يسلموا ثلاثمائة من أبرز رجالهم كرهينة وأن يطيعوا الأوامر التي يصدرها القنصلان الرومانيان المتوجهان إلى أوتيكا. فوافق القرطاجيون على كل ذلك.
و عند وصول القنصلين إلى أفريقيا كشفا هدف السناتو الحقيقي بأن طلبوا من القرطاجيين أن يخلوا مدينتهم وأن يبتعدوا عن الشاطئ ل16 ميلا واكن ذلك الشرط المفاجئ المخادع بقصد تدمير اقتصاد قرطاجة. لكن القرطاجيين لم يتخلوا عن مدينتهم وبدؤوا بالتحصن فيها إلى أن سقطت وأحرقت نهائيا ودمرت بعد حصار ثلاثة أعوام متتالية (149-146 ق.م).

## النتائج
أفضت هذه الحرب سنة 146 ق. م إلى استيلاء الجيش الروماني على العاصمة البونية بعد صمود طويل ثم أن الرومان عمدوا إلى حرقها وتخريبها و تشتيت ما تبقى من سكانها. كما وقع الاستيلاء على أراضيها وتحويلها إلى ولاية رومانية تحمل اسم مقاطعة أفريكا (Provincia Africa).
و ضمت الولاية المحدثة في شمال وشرق البلاد التونسية الحالية مجموع الأراضي الخصبة الواقعة في الحوض الأسفل لوادي مجردة (Bagrada) و في كامل حوض مليان (Catada) و نواحي الوطن القبلي و في الساحل (Byzacium). و كان يفصل بينها وبين المملكة النوميدية المجاورة الخندق الملكي (فوساريجيا) الذي أمر بحفره القائد الروماني سكيبيو اميليانوس.
أما عن عاصمة الولاية فكانت أوتيكة (Utica) و هي واحدة من المدن التي تحالفت مع روما في حروبها ضد قرطاج.

## معرض صور

موقع قرطاج الأثري
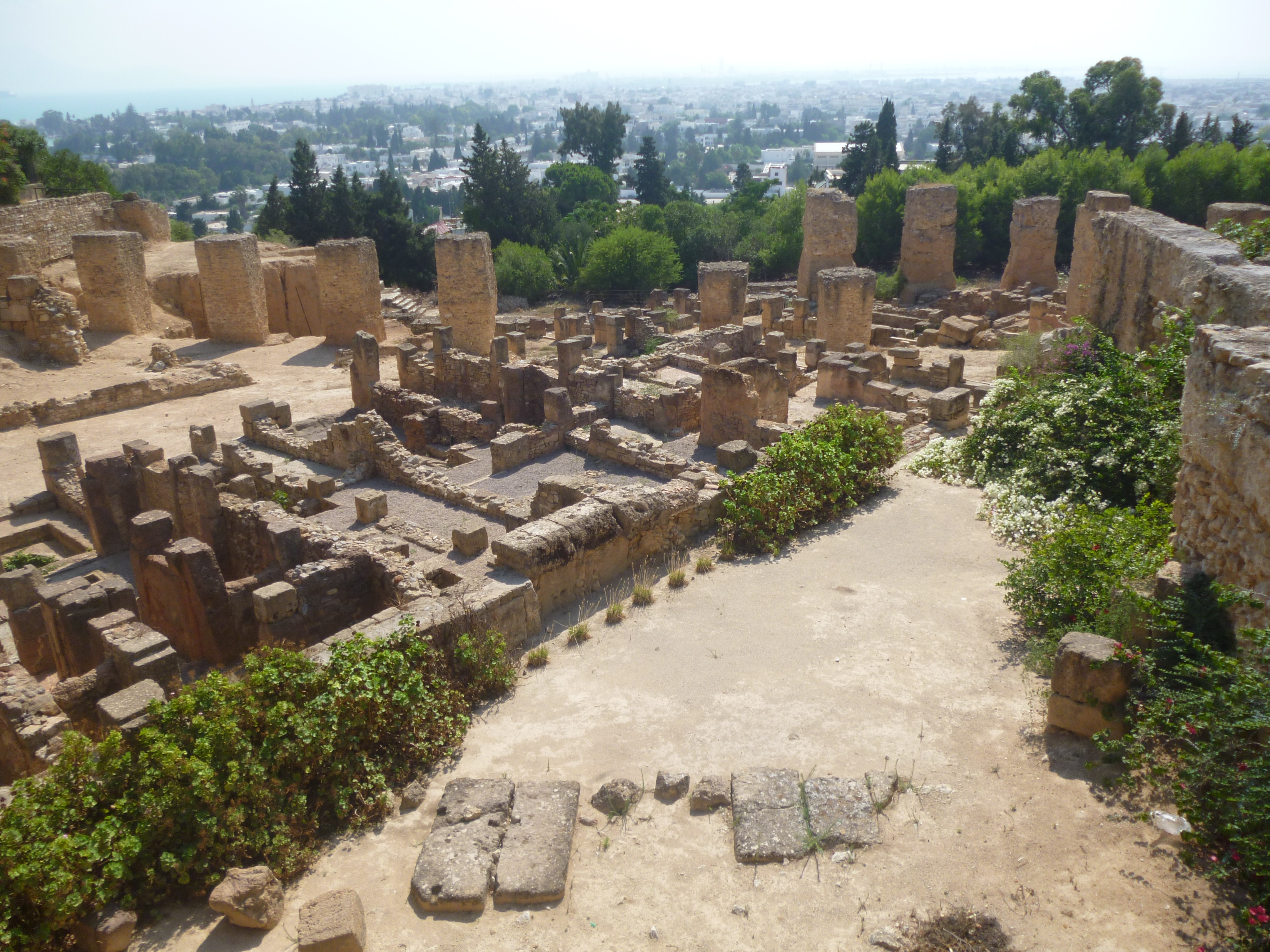
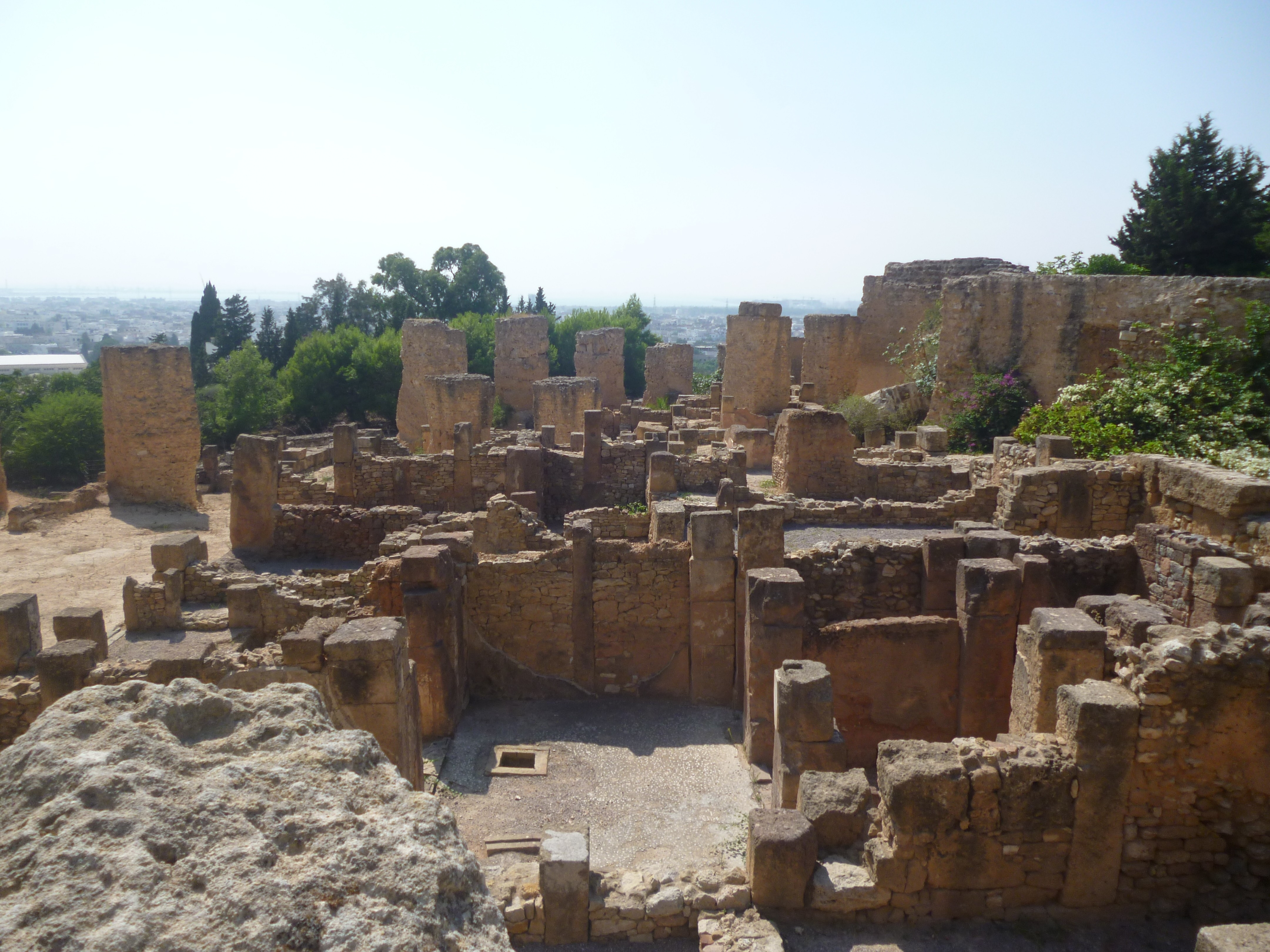
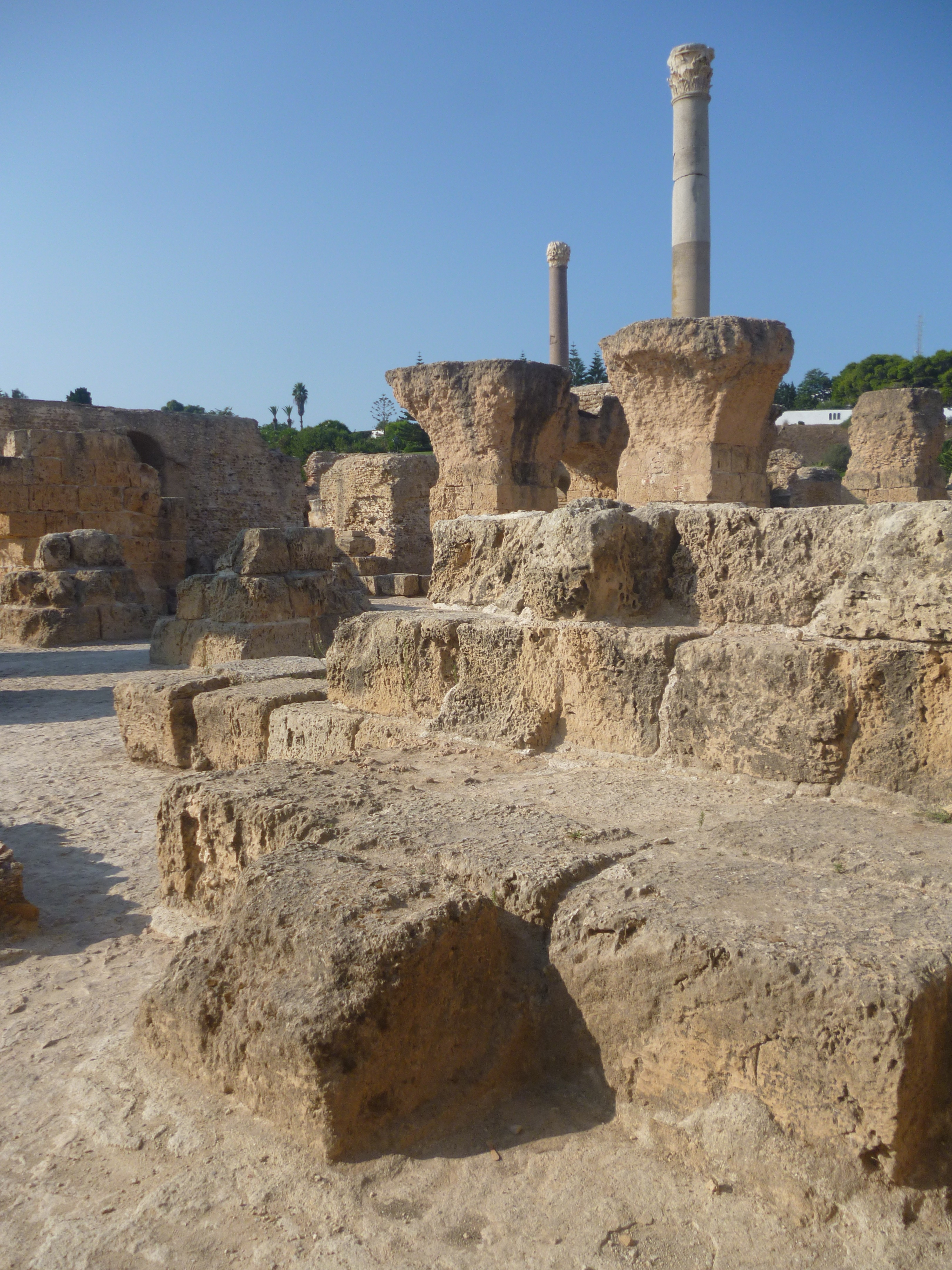